# تروفيو ألفريدو بيندا كومون دي سيتيجليو 2021
تروفيو ألفريدو بيندا كومون دي سيتيجليو 2021 هو سباق دراجات هوائية، وهو الموسم رقم 45 من السباق، وأقيم في 21 مارس 2021، وامتدّ لمسافة 142.57 كيلومتر، وهو أحد سباقات طواف العالم للدراجات للسيدات 2021، وقد شارك في السباق 126 متسابقاً ووصل إلى نهايته 54 متسابقاً.
فاز فيه بالمركز الأول إليسا ونغو بورغيني، وبالمركز الثاني ماريان فوس، وبالمركز الثالث سيسيلي أوتوب لودفيغ.

## الفرق
| فرق سيدات عالمية (9)- ألي بي تي سي ليوبليانا 2021 ‏ - كانيون إس آر إيه إم راسينغ 2021 ‏ - FDJ–Suez ‏ - ليف ريسينغ 2021 ‏ - موفيستار للسيدات 2021 ‏ - Liv AlUla Jayco ‏ - فريق سنويب للسيدات 2021 ‏ - إس دي وركس 2021 ‏ - Lidl–Trek (women's team) ‏ فرق دراجات قارية سيدات (13)- أيه آر مونكس برو سيكلينج للسيدات 2021 ‏ - Ceratizit Pro Cycling ‏ - فريق كوجياس ميتلر لوك برو للدراجات 2021 ‏ - جامبو فيسما للسيدات 2021 ‏ - باركهوتل فالكنبورغ 2021 ‏ - EF Education–Tibco–SVB ‏ - Aromitalia–Basso Bikes–Vaiano ‏ - بيبينك 2021 ‏ - Born To Win–Zhiraf–G20 ‏ - Isolmant–Premac–Vittoria ‏ - Servetto–Makhymo–Beltrami TSA ‏ - توب قيرلز فسى برتولو 2021 ‏ - فالكار سيلانس 2021 ‏ |  |
| |  |

## المشاركون
| جامبو فيسما للسيدات ‏ TJV | جامبو فيسما للسيدات ‏ TJV | جامبو فيسما للسيدات ‏ TJV |
| ------------------------ | ------------------------ | ------------------------ |
| م                        | عداء                     | مرتبة                    |
| 1                        | ماريان فوس               | 2                        |
| 2                        | Teuntje Beekhuis ‏        | لم يكمل السباق           |
| 3                        | ريجان ماركوس             | 21                       |
| 4                        | أنوسكا كوستر             | 25                       |
| 5                        | Nancy van der Burg ‏      | لم يكمل السباق           |
| 6                        | Julie Van de Velde ‏      | 53                       |

| يو أي أيه تيم ‏ ALE | يو أي أيه تيم ‏ ALE              | يو أي أيه تيم ‏ ALE |
| ------------------ | ------------------------------- | ------------------ |
| م                  | عداء                            | مرتبة              |
| 11                 | مارغريتا فيكتوريا غارسيا (طريق) | 6                  |
| 12                 | مارلين رويسر                    | 27                 |
| 13                 | يوجينة بوجاك                    | لم يكمل السباق     |
| 14                 | مارتا باستيانيلي                | 44                 |
| 15                 | تاتيانا جوديرزو                 | لم يكمل السباق     |
| 16                 | Urša Pintar ‏ (طريق)             | 29                 |

| كانيون–إس آر إيه إم ‏ CSR | كانيون–إس آر إيه إم ‏ CSR | كانيون–إس آر إيه إم ‏ CSR |
| ------------------------ | ------------------------ | ------------------------ |
| م                        | عداء                     | مرتبة                    |
| 21                       | ألينا أمياليوسيك         | 48                       |
| 22                       | هانا بارنز               | 15                       |
| 23                       | تيفاني كرومويل           | 42                       |
| 24                       | Mikayla Harvey ‏          | لم يكمل السباق           |
| 25                       | Omer Shapira ‏ (طريق)     | لم يكمل السباق           |
| 26                       | كاتارزينا نيفيادوما      | 4                        |

| FDJ–Suez ‏ FDJ | FDJ–Suez ‏ FDJ       | FDJ–Suez ‏ FDJ  |
| ------------- | ------------------- | -------------- |
| م             | عداء                | مرتبة          |
| 31            | سيسيلي أوتوب لودفيغ | 3              |
| 32            | مارتا كافالي        | 35             |
| 33            | برودي شابمان        | لم يكمل السباق |
| 34            | إميليا فهلين        | 9              |
| 35            | Évita Muzic ‏        | لم يكمل السباق |
| 36            | جادي فيل            | لم يكمل السباق |

| ليف ريسينغ ‏ LIV | ليف ريسينغ ‏ LIV       | ليف ريسينغ ‏ LIV |
| --------------- | --------------------- | --------------- |
| م               | عداء                  | مرتبة           |
| 41              | صوفيا بيرتيزولو       | 8               |
| 42              | أليسون جاكسون         | 38              |
| 43              | Marta Jaskulska ‏      | 54              |
| 44              | Jeanne Korevaar ‏      | 26              |
| 45              | ثريا بالادين          | 5               |
| 46              | Pauliena Rooijakkers ‏ | 33              |

| موفيستار للسيدات ‏ MOV | موفيستار للسيدات ‏ MOV  | موفيستار للسيدات ‏ MOV |
| --------------------- | ---------------------- | --------------------- |
| م                     | عداء                   | مرتبة                 |
| 51                    | Katrine Aalerud ‏       | 36                    |
| 52                    | Jelena Erić (cyclist) ‏ | 11                    |
| 53                    | أليسيا غونزاليس بلانكو | لم يكمل السباق        |
| 54                    | Paula Patiño ‏          | لم يكمل السباق        |
| 55                    | غلوريا رودريغيز        | لم يكمل السباق        |
| 56                    | ليا توماس              | 18                    |

| Liv AlUla Jayco ‏ BEX | Liv AlUla Jayco ‏ BEX | Liv AlUla Jayco ‏ BEX |
| -------------------- | -------------------- | -------------------- |
| م                    | عداء                 | مرتبة                |
| 61                   | أماندا سبرات         | 22                   |
| 62                   | لوسي كينيدي          | 37                   |
| 63                   | جورجيا وليامز (طريق) | لم يكمل السباق       |
| 64                   | أني سانستيبان        | 45                   |
| 65                   | يانيكي إنسينغ        | لم يكمل السباق       |
| 66                   | Urška Žigart ‏        | لم يكمل السباق       |

| فريق سنويب للسيدات ‏ DSM | فريق سنويب للسيدات ‏ DSM | فريق سنويب للسيدات ‏ DSM |
| ----------------------- | ----------------------- | ----------------------- |
| م                       | عداء                    | مرتبة                   |
| 71                      | فايفر جورجي             | 39                      |
| 72                      | جولييت لابوس            | لم يكمل السباق          |
| 73                      | Wilma Olausson ‏         | لم يكمل السباق          |
| 74                      | فلورتجي ماكايج          | 10                      |
| 75                      | Esmée Peperkamp ‏        | لم يكمل السباق          |
| 76                      | Julia Soek ‏             | لم يكمل السباق          |

| إس دي وركس ‏ SDW | إس دي وركس ‏ SDW             | إس دي وركس ‏ SDW |
| --------------- | --------------------------- | --------------- |
| م               | عداء                        | مرتبة           |
| 81              | Chantal van den Broek-Blaak | 31              |
| 82              | كارول آن كانويل             | 52              |
| 83              | إيلينا سيتشيني              | 20              |
| 84              | Niamh Fisher-Black ‏         | 30              |
| 85              | آشلي مولمان (طريق)          | 14              |
| 86              | Anna Shackley ‏              | 46              |

| Lidl–Trek (women's team) ‏ TFS | Lidl–Trek (women's team) ‏ TFS | Lidl–Trek (women's team) ‏ TFS |
| ----------------------------- | ----------------------------- | ----------------------------- |
| م                             | عداء                          | مرتبة                         |
| 92                            | Lizzie Deignan                | 12                            |
| 93                            | إليسا ونغو بورغيني (طريق)     | 1                             |
| 94                            | Audrey Cordon-Ragot (طريق)    | لم يكمل السباق                |
| 95                            | تايلر وايلز                   | 49                            |
| 96                            | روث ويندر                     | 51                            |

| Ceratizit Pro Cycling ‏ WNT | Ceratizit Pro Cycling ‏ WNT | Ceratizit Pro Cycling ‏ WNT |
| -------------------------- | -------------------------- | -------------------------- |
| م                          | عداء                       | مرتبة                      |
| 101                        | إيريكا ماجندي              | 19                         |
| 102                        | Lara Vieceli ‏              | لم يكمل السباق             |
| 103                        | Laura Asencio ‏             | لم يكمل السباق             |
| 104                        | فرانزيسكا بروس             | لم يكمل السباق             |
| 105                        | Kathrin Hammes ‏            | لم يكمل السباق             |
| 106                        | Sarah Rijkes ‏              | لم يكمل السباق             |

| فالكار سيلانس ‏ VAL | فالكار سيلانس ‏ VAL     | فالكار سيلانس ‏ VAL |
| ------------------ | ---------------------- | ------------------ |
| م                  | عداء                   | مرتبة              |
| 111                | إليسا بالسامو          | 7                  |
| 112                | Vittoria Guazzini ‏     | لم يكمل السباق     |
| 113                | Eleonora Gasparrini ‏   | لم يكمل السباق     |
| 114                | Ilaria Sanguineti ‏     | لم يكمل السباق     |
| 115                | Silvia Pollicini ‏      | لم يكمل السباق     |
| 116                | Federica Piergiovanni ‏ | لم يكمل السباق     |

| باركهوتل فالكنبورغ ‏ PHV | باركهوتل فالكنبورغ ‏ PHV | باركهوتل فالكنبورغ ‏ PHV |
| ----------------------- | ----------------------- | ----------------------- |
| م                       | عداء                    | مرتبة                   |
| 121                     | Nina Buijsman ‏          | لم يكمل السباق          |
| 122                     | Lieke Nooijen ‏          | لم يكمل السباق          |
| 123                     | Femke Gerritse ‏         | لم يكمل السباق          |
| 124                     | Pien Limpens ‏           | لم يكمل السباق          |
| 126                     | Julia van Bokhoven ‏     | 28                      |

| EF Education–Tibco–SVB ‏ TIB | EF Education–Tibco–SVB ‏ TIB | EF Education–Tibco–SVB ‏ TIB |
| --------------------------- | --------------------------- | --------------------------- |
| م                           | عداء                        | مرتبة                       |
| 131                         | لورين ستيفنز                | 16                          |
| 132                         | Sarah Gigante ‏              | 23                          |
| 133                         | Tanja Erath ‏                | لم يكمل السباق              |
| 134                         | ليا ديكسون ‏                 | لم يكمل السباق              |
| 135                         | Eri Yonamine ‏               | 43                          |

| أيه آر مونكس برو سيكلينج للسيدات ‏ ASA | أيه آر مونكس برو سيكلينج للسيدات ‏ ASA | أيه آر مونكس برو سيكلينج للسيدات ‏ ASA |
| ------------------------------------- | ------------------------------------- | ------------------------------------- |
| م                                     | عداء                                  | مرتبة                                 |
| 141                                   | Mariia Miliaeva ‏                      | لم يكمل السباق                        |
| 142                                   | إيدر ميرينو كورتازار                  | 32                                    |
| 143                                   | Maria Novolodskaya ‏                   | 24                                    |
| 144                                   | Katia Ragusa ‏                         | 13                                    |
| 145                                   | Lizbeth Salazar ‏                      | لم يكمل السباق                        |
| 146                                   | Maria Vittoria Sperotto ‏              | لم يكمل السباق                        |

| Aromitalia–Basso Bikes–Vaiano ‏ VAI | Aromitalia–Basso Bikes–Vaiano ‏ VAI | Aromitalia–Basso Bikes–Vaiano ‏ VAI |
| ---------------------------------- | ---------------------------------- | ---------------------------------- |
| م                                  | عداء                               | مرتبة                              |
| 151                                | راسا ليليفيتو                      | 50                                 |
| 152                                | Olivija Baleišytė ‏                 | لم يكمل السباق                     |
| 153                                | Letizia Borghesi ‏                  | 40                                 |
| 154                                | Inga Češulienė ‏                    | لم يكمل السباق                     |
| 155                                | Giulia Marchesini ‏                 | لم يكمل السباق                     |
| 156                                | Giada Borghesi ‏                    | لم يكمل السباق                     |

| بيبينك ‏ BPK | بيبينك ‏ BPK       | بيبينك ‏ BPK    |
| ----------- | ----------------- | -------------- |
| م           | عداء              | مرتبة          |
| 161         | Silvia Zanardi ‏   | لم يكمل السباق |
| 162         | Camilla Alessio ‏  | لم يكمل السباق |
| 163         | ميشيلا دراموند    | لم يكمل السباق |
| 164         | Matilde Vitillo ‏  | لم يكمل السباق |
| 165         | Nadia Quagliotto ‏ | لم يكمل السباق |
| 166         | Silvia Valsecchi ‏ | لم يكمل السباق |

| Born To Win–Zhiraf–G20 ‏ BTW | Born To Win–Zhiraf–G20 ‏ BTW | Born To Win–Zhiraf–G20 ‏ BTW |
| --------------------------- | --------------------------- | --------------------------- |
| م                           | عداء                        | مرتبة                       |
| 171                         | Francesca Balducci ‏         | لم يكمل السباق              |
| 172                         | Giorgia Simoni‏              | لم يكمل السباق              |
| 173                         | Anastasia Carbonari ‏        | لم يكمل السباق              |
| 174                         | Martina Sgrisleri‏           | لم يكمل السباق              |
| 175                         | Alice Palazzi‏               | لم يكمل السباق              |
| 176                         | Leonora Geppi ‏              | لم يكمل السباق              |

| فريق كوجياس ميتلر لوك برو للدراجات ‏ CGS | فريق كوجياس ميتلر لوك برو للدراجات ‏ CGS | فريق كوجياس ميتلر لوك برو للدراجات ‏ CGS |
| --------------------------------------- | --------------------------------------- | --------------------------------------- |
| م                                       | عداء                                    | مرتبة                                   |
| 182                                     | ديانا كليموفا (طريق)                    | لم يكمل السباق                          |
| 183                                     | Iuliia Galimullina ‏                     | لم يكمل السباق                          |
| 184                                     | Marina Uvarova‏                          | لم يكمل السباق                          |
| 185                                     | غولناز خاتونتسيفا                       | لم يكمل السباق                          |
| 186                                     | تمارا بالابولينا ‏                       | لم يكمل السباق                          |

| Isolmant–Premac–Vittoria ‏ SBT | Isolmant–Premac–Vittoria ‏ SBT | Isolmant–Premac–Vittoria ‏ SBT |
| ----------------------------- | ----------------------------- | ----------------------------- |
| م                             | عداء                          | مرتبة                         |
| 191                           | Martina Fidanza ‏              | لم يكمل السباق                |
| 192                           | Francesca Pisciali ‏           | لم يكمل السباق                |
| 193                           | Francesca Baroni ‏             | 41                            |
| 194                           | Alice Gasparini ‏              | لم يكمل السباق                |
| 195                           | Gaia Realini ‏                 | لم يكمل السباق                |

| Servetto–Makhymo–Beltrami TSA ‏ SER | Servetto–Makhymo–Beltrami TSA ‏ SER | Servetto–Makhymo–Beltrami TSA ‏ SER |
| ---------------------------------- | ---------------------------------- | ---------------------------------- |
| م                                  | عداء                               | مرتبة                              |
| 201                                | Anna Potokina ‏                     | لم يكمل السباق                     |
| 202                                | Lina Svarinska ‏                    | لم يكمل السباق                     |
| 203                                | Sara Casasola ‏                     | لم يكمل السباق                     |
| 204                                | Nadja Heigl ‏                       | لم يكمل السباق                     |
| 205                                | Asia Zontone ‏                      | لم يكمل السباق                     |
| 206                                | Elis Simeoni‏                       | لم يكمل السباق                     |

| توب قيرلز فسى برتولو ‏ TOP | توب قيرلز فسى برتولو ‏ TOP | توب قيرلز فسى برتولو ‏ TOP |
| ------------------------- | ------------------------- | ------------------------- |
| م                         | عداء                      | مرتبة                     |
| 212                       | Giorgia Bariani ‏          | 47                        |
| 213                       | Elisa Dalla Valle ‏        | لم يكمل السباق            |
| 214                       | Greta Marturano ‏          | 34                        |
| 215                       | Giorgia Vettorello ‏       | لم يكمل السباق            |
| 216                       | Debora Silvestri ‏         | 17                        |

| جامبو فيسما للسيدات ‏ TJV | جامبو فيسما للسيدات ‏ TJV | جامبو فيسما للسيدات ‏ TJV |
| ------------------------ | ------------------------ | ------------------------ |
| م                        | عداء                     | مرتبة                    |
| 1                        | ماريان فوس               | 2                        |
| 2                        | Teuntje Beekhuis ‏        | لم يكمل السباق           |
| 3                        | ريجان ماركوس             | 21                       |
| 4                        | أنوسكا كوستر             | 25                       |
| 5                        | Nancy van der Burg ‏      | لم يكمل السباق           |
| 6                        | Julie Van de Velde ‏      | 53                       |

| يو أي أيه تيم ‏ ALE | يو أي أيه تيم ‏ ALE              | يو أي أيه تيم ‏ ALE |
| ------------------ | ------------------------------- | ------------------ |
| م                  | عداء                            | مرتبة              |
| 11                 | مارغريتا فيكتوريا غارسيا (طريق) | 6                  |
| 12                 | مارلين رويسر                    | 27                 |
| 13                 | يوجينة بوجاك                    | لم يكمل السباق     |
| 14                 | مارتا باستيانيلي                | 44                 |
| 15                 | تاتيانا جوديرزو                 | لم يكمل السباق     |
| 16                 | Urša Pintar ‏ (طريق)             | 29                 |

| كانيون–إس آر إيه إم ‏ CSR | كانيون–إس آر إيه إم ‏ CSR | كانيون–إس آر إيه إم ‏ CSR |
| ------------------------ | ------------------------ | ------------------------ |
| م                        | عداء                     | مرتبة                    |
| 21                       | ألينا أمياليوسيك         | 48                       |
| 22                       | هانا بارنز               | 15                       |
| 23                       | تيفاني كرومويل           | 42                       |
| 24                       | Mikayla Harvey ‏          | لم يكمل السباق           |
| 25                       | Omer Shapira ‏ (طريق)     | لم يكمل السباق           |
| 26                       | كاتارزينا نيفيادوما      | 4                        |

| FDJ–Suez ‏ FDJ | FDJ–Suez ‏ FDJ       | FDJ–Suez ‏ FDJ  |
| ------------- | ------------------- | -------------- |
| م             | عداء                | مرتبة          |
| 31            | سيسيلي أوتوب لودفيغ | 3              |
| 32            | مارتا كافالي        | 35             |
| 33            | برودي شابمان        | لم يكمل السباق |
| 34            | إميليا فهلين        | 9              |
| 35            | Évita Muzic ‏        | لم يكمل السباق |
| 36            | جادي فيل            | لم يكمل السباق |

| ليف ريسينغ ‏ LIV | ليف ريسينغ ‏ LIV       | ليف ريسينغ ‏ LIV |
| --------------- | --------------------- | --------------- |
| م               | عداء                  | مرتبة           |
| 41              | صوفيا بيرتيزولو       | 8               |
| 42              | أليسون جاكسون         | 38              |
| 43              | Marta Jaskulska ‏      | 54              |
| 44              | Jeanne Korevaar ‏      | 26              |
| 45              | ثريا بالادين          | 5               |
| 46              | Pauliena Rooijakkers ‏ | 33              |

| موفيستار للسيدات ‏ MOV | موفيستار للسيدات ‏ MOV  | موفيستار للسيدات ‏ MOV |
| --------------------- | ---------------------- | --------------------- |
| م                     | عداء                   | مرتبة                 |
| 51                    | Katrine Aalerud ‏       | 36                    |
| 52                    | Jelena Erić (cyclist) ‏ | 11                    |
| 53                    | أليسيا غونزاليس بلانكو | لم يكمل السباق        |
| 54                    | Paula Patiño ‏          | لم يكمل السباق        |
| 55                    | غلوريا رودريغيز        | لم يكمل السباق        |
| 56                    | ليا توماس              | 18                    |

| Liv AlUla Jayco ‏ BEX | Liv AlUla Jayco ‏ BEX | Liv AlUla Jayco ‏ BEX |
| -------------------- | -------------------- | -------------------- |
| م                    | عداء                 | مرتبة                |
| 61                   | أماندا سبرات         | 22                   |
| 62                   | لوسي كينيدي          | 37                   |
| 63                   | جورجيا وليامز (طريق) | لم يكمل السباق       |
| 64                   | أني سانستيبان        | 45                   |
| 65                   | يانيكي إنسينغ        | لم يكمل السباق       |
| 66                   | Urška Žigart ‏        | لم يكمل السباق       |

| فريق سنويب للسيدات ‏ DSM | فريق سنويب للسيدات ‏ DSM | فريق سنويب للسيدات ‏ DSM |
| ----------------------- | ----------------------- | ----------------------- |
| م                       | عداء                    | مرتبة                   |
| 71                      | فايفر جورجي             | 39                      |
| 72                      | جولييت لابوس            | لم يكمل السباق          |
| 73                      | Wilma Olausson ‏         | لم يكمل السباق          |
| 74                      | فلورتجي ماكايج          | 10                      |
| 75                      | Esmée Peperkamp ‏        | لم يكمل السباق          |
| 76                      | Julia Soek ‏             | لم يكمل السباق          |

| إس دي وركس ‏ SDW | إس دي وركس ‏ SDW             | إس دي وركس ‏ SDW |
| --------------- | --------------------------- | --------------- |
| م               | عداء                        | مرتبة           |
| 81              | Chantal van den Broek-Blaak | 31              |
| 82              | كارول آن كانويل             | 52              |
| 83              | إيلينا سيتشيني              | 20              |
| 84              | Niamh Fisher-Black ‏         | 30              |
| 85              | آشلي مولمان (طريق)          | 14              |
| 86              | Anna Shackley ‏              | 46              |

| Lidl–Trek (women's team) ‏ TFS | Lidl–Trek (women's team) ‏ TFS | Lidl–Trek (women's team) ‏ TFS |
| ----------------------------- | ----------------------------- | ----------------------------- |
| م                             | عداء                          | مرتبة                         |
| 92                            | Lizzie Deignan                | 12                            |
| 93                            | إليسا ونغو بورغيني (طريق)     | 1                             |
| 94                            | Audrey Cordon-Ragot (طريق)    | لم يكمل السباق                |
| 95                            | تايلر وايلز                   | 49                            |
| 96                            | روث ويندر                     | 51                            |

| Ceratizit Pro Cycling ‏ WNT | Ceratizit Pro Cycling ‏ WNT | Ceratizit Pro Cycling ‏ WNT |
| -------------------------- | -------------------------- | -------------------------- |
| م                          | عداء                       | مرتبة                      |
| 101                        | إيريكا ماجندي              | 19                         |
| 102                        | Lara Vieceli ‏              | لم يكمل السباق             |
| 103                        | Laura Asencio ‏             | لم يكمل السباق             |
| 104                        | فرانزيسكا بروس             | لم يكمل السباق             |
| 105                        | Kathrin Hammes ‏            | لم يكمل السباق             |
| 106                        | Sarah Rijkes ‏              | لم يكمل السباق             |

| فالكار سيلانس ‏ VAL | فالكار سيلانس ‏ VAL     | فالكار سيلانس ‏ VAL |
| ------------------ | ---------------------- | ------------------ |
| م                  | عداء                   | مرتبة              |
| 111                | إليسا بالسامو          | 7                  |
| 112                | Vittoria Guazzini ‏     | لم يكمل السباق     |
| 113                | Eleonora Gasparrini ‏   | لم يكمل السباق     |
| 114                | Ilaria Sanguineti ‏     | لم يكمل السباق     |
| 115                | Silvia Pollicini ‏      | لم يكمل السباق     |
| 116                | Federica Piergiovanni ‏ | لم يكمل السباق     |

| باركهوتل فالكنبورغ ‏ PHV | باركهوتل فالكنبورغ ‏ PHV | باركهوتل فالكنبورغ ‏ PHV |
| ----------------------- | ----------------------- | ----------------------- |
| م                       | عداء                    | مرتبة                   |
| 121                     | Nina Buijsman ‏          | لم يكمل السباق          |
| 122                     | Lieke Nooijen ‏          | لم يكمل السباق          |
| 123                     | Femke Gerritse ‏         | لم يكمل السباق          |
| 124                     | Pien Limpens ‏           | لم يكمل السباق          |
| 126                     | Julia van Bokhoven ‏     | 28                      |

| EF Education–Tibco–SVB ‏ TIB | EF Education–Tibco–SVB ‏ TIB | EF Education–Tibco–SVB ‏ TIB |
| --------------------------- | --------------------------- | --------------------------- |
| م                           | عداء                        | مرتبة                       |
| 131                         | لورين ستيفنز                | 16                          |
| 132                         | Sarah Gigante ‏              | 23                          |
| 133                         | Tanja Erath ‏                | لم يكمل السباق              |
| 134                         | ليا ديكسون ‏                 | لم يكمل السباق              |
| 135                         | Eri Yonamine ‏               | 43                          |

| أيه آر مونكس برو سيكلينج للسيدات ‏ ASA | أيه آر مونكس برو سيكلينج للسيدات ‏ ASA | أيه آر مونكس برو سيكلينج للسيدات ‏ ASA |
| ------------------------------------- | ------------------------------------- | ------------------------------------- |
| م                                     | عداء                                  | مرتبة                                 |
| 141                                   | Mariia Miliaeva ‏                      | لم يكمل السباق                        |
| 142                                   | إيدر ميرينو كورتازار                  | 32                                    |
| 143                                   | Maria Novolodskaya ‏                   | 24                                    |
| 144                                   | Katia Ragusa ‏                         | 13                                    |
| 145                                   | Lizbeth Salazar ‏                      | لم يكمل السباق                        |
| 146                                   | Maria Vittoria Sperotto ‏              | لم يكمل السباق                        |

| Aromitalia–Basso Bikes–Vaiano ‏ VAI | Aromitalia–Basso Bikes–Vaiano ‏ VAI | Aromitalia–Basso Bikes–Vaiano ‏ VAI |
| ---------------------------------- | ---------------------------------- | ---------------------------------- |
| م                                  | عداء                               | مرتبة                              |
| 151                                | راسا ليليفيتو                      | 50                                 |
| 152                                | Olivija Baleišytė ‏                 | لم يكمل السباق                     |
| 153                                | Letizia Borghesi ‏                  | 40                                 |
| 154                                | Inga Češulienė ‏                    | لم يكمل السباق                     |
| 155                                | Giulia Marchesini ‏                 | لم يكمل السباق                     |
| 156                                | Giada Borghesi ‏                    | لم يكمل السباق                     |

| بيبينك ‏ BPK | بيبينك ‏ BPK       | بيبينك ‏ BPK    |
| ----------- | ----------------- | -------------- |
| م           | عداء              | مرتبة          |
| 161         | Silvia Zanardi ‏   | لم يكمل السباق |
| 162         | Camilla Alessio ‏  | لم يكمل السباق |
| 163         | ميشيلا دراموند    | لم يكمل السباق |
| 164         | Matilde Vitillo ‏  | لم يكمل السباق |
| 165         | Nadia Quagliotto ‏ | لم يكمل السباق |
| 166         | Silvia Valsecchi ‏ | لم يكمل السباق |

| Born To Win–Zhiraf–G20 ‏ BTW | Born To Win–Zhiraf–G20 ‏ BTW | Born To Win–Zhiraf–G20 ‏ BTW |
| --------------------------- | --------------------------- | --------------------------- |
| م                           | عداء                        | مرتبة                       |
| 171                         | Francesca Balducci ‏         | لم يكمل السباق              |
| 172                         | Giorgia Simoni‏              | لم يكمل السباق              |
| 173                         | Anastasia Carbonari ‏        | لم يكمل السباق              |
| 174                         | Martina Sgrisleri‏           | لم يكمل السباق              |
| 175                         | Alice Palazzi‏               | لم يكمل السباق              |
| 176                         | Leonora Geppi ‏              | لم يكمل السباق              |

| فريق كوجياس ميتلر لوك برو للدراجات ‏ CGS | فريق كوجياس ميتلر لوك برو للدراجات ‏ CGS | فريق كوجياس ميتلر لوك برو للدراجات ‏ CGS |
| --------------------------------------- | --------------------------------------- | --------------------------------------- |
| م                                       | عداء                                    | مرتبة                                   |
| 182                                     | ديانا كليموفا (طريق)                    | لم يكمل السباق                          |
| 183                                     | Iuliia Galimullina ‏                     | لم يكمل السباق                          |
| 184                                     | Marina Uvarova‏                          | لم يكمل السباق                          |
| 185                                     | غولناز خاتونتسيفا                       | لم يكمل السباق                          |
| 186                                     | تمارا بالابولينا ‏                       | لم يكمل السباق                          |

| Isolmant–Premac–Vittoria ‏ SBT | Isolmant–Premac–Vittoria ‏ SBT | Isolmant–Premac–Vittoria ‏ SBT |
| ----------------------------- | ----------------------------- | ----------------------------- |
| م                             | عداء                          | مرتبة                         |
| 191                           | Martina Fidanza ‏              | لم يكمل السباق                |
| 192                           | Francesca Pisciali ‏           | لم يكمل السباق                |
| 193                           | Francesca Baroni ‏             | 41                            |
| 194                           | Alice Gasparini ‏              | لم يكمل السباق                |
| 195                           | Gaia Realini ‏                 | لم يكمل السباق                |

| Servetto–Makhymo–Beltrami TSA ‏ SER | Servetto–Makhymo–Beltrami TSA ‏ SER | Servetto–Makhymo–Beltrami TSA ‏ SER |
| ---------------------------------- | ---------------------------------- | ---------------------------------- |
| م                                  | عداء                               | مرتبة                              |
| 201                                | Anna Potokina ‏                     | لم يكمل السباق                     |
| 202                                | Lina Svarinska ‏                    | لم يكمل السباق                     |
| 203                                | Sara Casasola ‏                     | لم يكمل السباق                     |
| 204                                | Nadja Heigl ‏                       | لم يكمل السباق                     |
| 205                                | Asia Zontone ‏                      | لم يكمل السباق                     |
| 206                                | Elis Simeoni‏                       | لم يكمل السباق                     |

| توب قيرلز فسى برتولو ‏ TOP | توب قيرلز فسى برتولو ‏ TOP | توب قيرلز فسى برتولو ‏ TOP |
| ------------------------- | ------------------------- | ------------------------- |
| م                         | عداء                      | مرتبة                     |
| 212                       | Giorgia Bariani ‏          | 47                        |
| 213                       | Elisa Dalla Valle ‏        | لم يكمل السباق            |
| 214                       | Greta Marturano ‏          | 34                        |
| 215                       | Giorgia Vettorello ‏       | لم يكمل السباق            |
| 216                       | Debora Silvestri ‏         | 17                        |

## التصنيف العام النهائي
| التصنيف العام                          | التصنيف العام            | التصنيف العام | التصنيف العام                      | التصنيف العام     |
| العداء                                 | العداء                   | البلد         | الفريق                             | الوقت             |
| -------------------------------------- | ------------------------ | ------------- | ---------------------------------- | ----------------- |
| 1                                      | إليسا ونغو بورغيني       | إيطاليا       | Trek-Segafredo                     | 3 س 43 دقيقة 29 ث |
| 2                                      | ماريان فوس               | هولندا        | Jumbo-Visma                        | + 1 دقيقة 42 ث    |
| 3                                      | سيسيلي أوتوب لودفيغ      | الدنمارك      | FDJ-Nouvelle Aquitaine-Futuroscope | + 1 دقيقة 42 ث    |
| 4                                      | Katarzyna Niewiadoma     | بولندا        | Canyon-SRAM Racing                 | + 1 دقيقة 42 ث    |
| 5                                      | ثريا بالادين             | إيطاليا       | Liv Racing                         | + 1 دقيقة 42 ث    |
| 6                                      | مارغريتا فيكتوريا غارسيا | إسبانيا       | Alé BTC Ljubljana                  | + 1 دقيقة 42 ث    |
| 7                                      | إليسا بالسامو            | إيطاليا       | Valcar Travel & Service            | + 2 دقيقة 46 ث    |
| 8                                      | صوفيا بيرتيزولو          | إيطاليا       | Liv Racing                         | + 2 دقيقة 46 ث    |
| 9                                      | إميليا فهلين             | السويد        | FDJ-Nouvelle Aquitaine-Futuroscope | + 2 دقيقة 46 ث    |
| 10                                     | فلورتجي ماكايج           | هولندا        | Team DSM                           | + 2 دقيقة 46 ث    |
| مصدر: ProCyclingStats Cycling Quotient |                          |               |                                    |                   |

### تصنيف النقاط
| تصنيف النقاط                           | تصنيف النقاط                | تصنيف النقاط | تصنيف النقاط                       | تصنيف النقاط |
| العداء                                 | العداء                      | البلد        | الفريق                             | النقاط       |
| -------------------------------------- | --------------------------- | ------------ | ---------------------------------- | ------------ |
| 1                                      | إليسا ونغو بورغيني          | إيطاليا      | Trek-Segafredo                     | 720 نقطة     |
| 2                                      | ماريان فوس                  | هولندا       | Jumbo-Visma                        | 440 نقطة     |
| 3                                      | سيسيلي أوتوب لودفيغ         | الدنمارك     | FDJ-Nouvelle Aquitaine-Futuroscope | 440 نقطة     |
| 4                                      | Chantal van den Broek-Blaak | هولندا       | SD Worx                            | 408 نقطة     |
| 5                                      | Katarzyna Niewiadoma        | بولندا       | Canyon-SRAM Racing                 | 300 نقطة     |
| 6                                      | أنا فان دير بريغين          | هولندا       | SD Worx                            | 260 نقطة     |
| 7                                      | أنيميك فان فليوتن           | هولندا       | Movistar Team                      | 220 نقطة     |
| 8                                      | ثريا بالادين                | إيطاليا      | Liv Racing                         | 212 نقطة     |
| 9                                      | مارغريتا فيكتوريا غارسيا    | إسبانيا      | Alé BTC Ljubljana                  | 180 نقطة     |
| 10                                     | ديمي فوليرينغ               | هولندا       | SD Worx                            | 140 نقطة     |
| مصدر: ProCyclingStats Cycling Quotient |                             |              |                                    |              |

## تصنيف الفرق

### الفرق حسب النقاط
| ترتيب الفرق حسب النقاط                 | ترتيب الفرق حسب النقاط             | ترتيب الفرق حسب النقاط | ترتيب الفرق حسب النقاط |
| الفريق                                 | الفريق                             | البلد                  | النقاط                 |
| -------------------------------------- | ---------------------------------- | ---------------------- | ---------------------- |
| 1                                      | SD Worx                            | هولندا                 | 952 نقطة               |
| 2                                      | Trek-Segafredo                     | الولايات المتحدة       | 852 نقطة               |
| 3                                      | FDJ-Nouvelle Aquitaine-Futuroscope | فرنسا                  | 652 نقطة               |
| 4                                      | Jumbo-Visma                        | هولندا                 | 480 نقطة               |
| 5                                      | Liv Racing                         | هولندا                 | 420 نقطة               |
| 6                                      | Canyon-SRAM Racing                 | ألمانيا                | 368 نقطة               |
| 7                                      | Movistar Team                      | إسبانيا                | 332 نقطة               |
| 8                                      | Alé BTC Ljubljana                  | إيطاليا                | 244 نقطة               |
| 9                                      | Valcar Travel & Service            | إيطاليا                | 128 نقطة               |
| 10                                     | Team DSM                           | ألمانيا                | 108 نقطة               |
| مصدر: ProCyclingStats Cycling Quotient |                                    |                        |                        |

## تصانيف فرعية

### تصنيف أفضل شاب
| تصنيف أفضل شاب                         | تصنيف أفضل شاب      | تصنيف أفضل شاب | تصنيف أفضل شاب                     | تصنيف أفضل شاب |
| العداء                                 | العداء              | البلد          | الفريق                             | الوقت          |
| -------------------------------------- | ------------------- | -------------- | ---------------------------------- | -------------- |
| 1                                      | Évita Muzic ‏        | فرنسا          | FDJ-Nouvelle Aquitaine-Futuroscope |                |
| 2                                      | Sarah Gigante ‏      | أستراليا       | Tibco-Silicon Valley Bank          |                |
| 3                                      | Maria Novolodskaya ‏ | روسيا          | A.R Monex Women's                  |                |
| 4                                      | Julia van Bokhoven ‏ | هولندا         | Parkhotel Valkenburg               |                |
| 5                                      | Vittoria Guazzini ‏  | إيطاليا        | Valcar Travel & Service            |                |
| مصدر: ProCyclingStats Cycling Quotient |                     |                |                                    |                |

## وصلات خارجية
- الموقع الرسمي
- لمحة عن سباق تروفيو ألفريدو بيندا كومون دي سيتيجليو 2021 على موقع  ProCyclingStats   (برو  سايكلنج  ستاتس) - إحصاءات  محترفي  الدراجات.
- تروفيو ألفريدو بيندا كومون دي سيتيجليو 2021 على موقع إحصائيات الدراجات الإحترافية (الإنجليزية)